# Cornelis Galle I
Cornelis Galle el Viejo (1576 – 29 de marzo de 1650) fue un  grabador belga del siglo XVII. 
Cornelis nació en Amberes en 1576, siendo el hijo más joven de Philipe Galle, de quien  aprendió el oficio de grabador. Siguió el ejemplo de su hermano Theodoor al trasladarse a Roma, donde adquirió experiencia y una libertad de ejecución que le permitió superar los diseños de su padre y su hermano. Después de grabar varias láminas en Roma, regresó a Amberes, donde fundó su propio taller de impresión y grabación. Llegó a ser maestro  de la  Guilda de San Lucas en 1610. Entre sus alumnos más destacados se encuentran Giovanni Florimi de Siena y su propio hijo Cornelis Galle el Joven.

## Obras destacadas

### En el taller de su padre
Con anterioridad a su formación en Italia grabó algunas láminas en el estilo seco y rígido de su padre, de las cuales destacan:
- Parte de las láminas de la Vida de Cristo, sobre dibujos de Marten de Vos.
- Láminas de la Vida de la Virgen María, por dibujos de  Stradanus.
- Láminas de la Vida de san Juan Bautista, también de Stradanus

### Retratos
Algunos de sus retratos más famosos son:
- San Carlos Borromeo, arzobispo cardenal de Milán
- Philip Rubens, hermano de Peter Paul Rubens
- Fernando III de Habsburgo, sobre dibujo de Van Dyck
- Jan Van Havre, diseño de Rubens
- Carlos I de Inglaterra, en marco alegórico; diseño de Van der Horst
- Enriqueta María de Francia, esposa de Carlos I; con guirnalda de flores y figuras; del mismo.
- Leopoldo Guillermo de Habsburgo, archiduque de Austria; sobre dibujo de Willem van de Velde el Viejo
- Artus Wolffort, pintor, sobre dibujo de Van Dyck
- Jan Wiggers, por dibujo de H. De Smet.
- Isabella de Arenberg; diseño de Charles Wautier
- Johannes de Falckenberg; diseño de Van der Horst
- Abraham Ortelius; diseño de Hendrick Goltzius

### Temas de otros  maestros

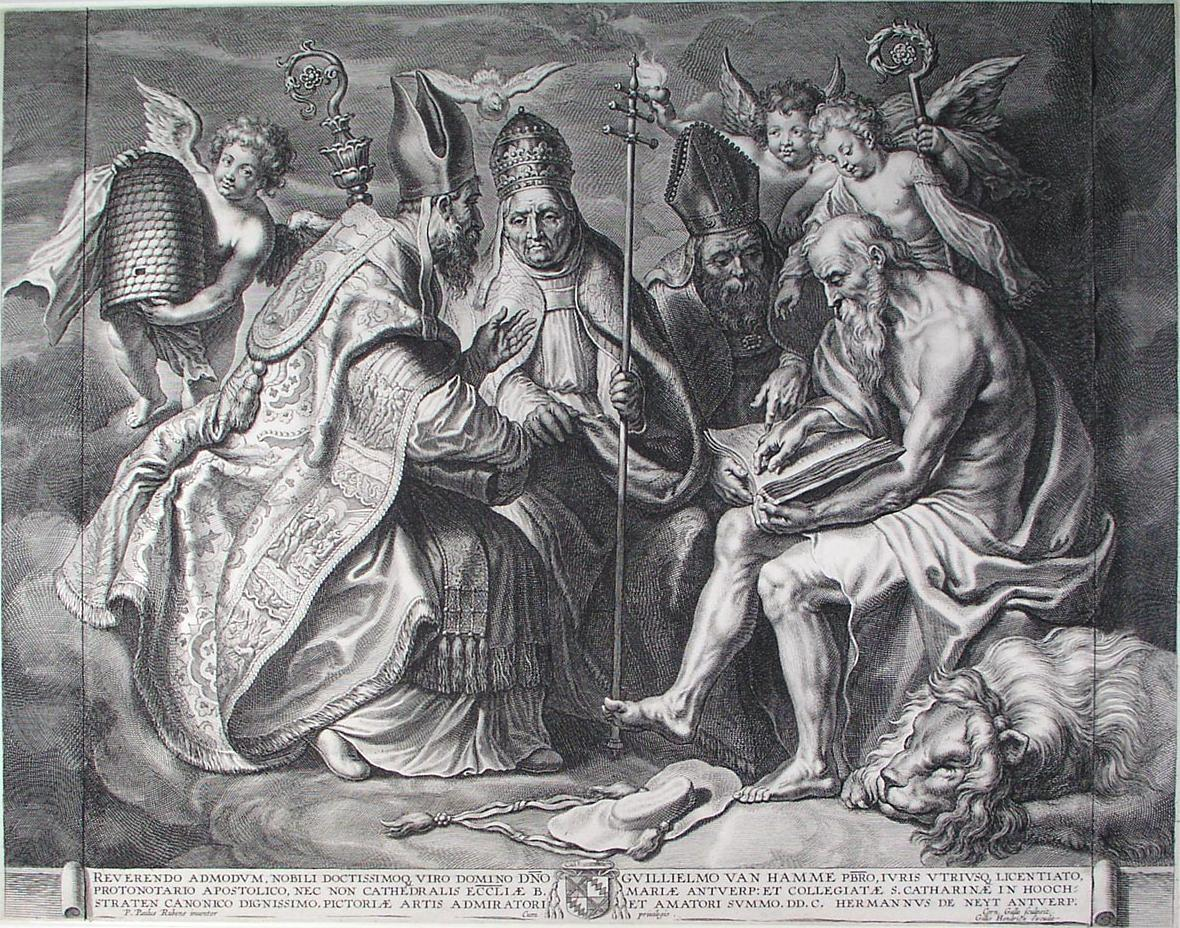
Los cuatro Padres de la Iglesia, grabado de Cornelis Galle con diseño de Rubens.

Entre sus obras más tardías y apreciadas se encuentran:
- Adán y Eva; diseño de Giovanni Battista Paggi
- La Sagrada Familia regresando de Egipto, con un coro de ángeles; diseño del anterior.
- Venus encantando a Cupido; diseño del anterior
- San Pedro  bautizando a santa Prisca; diseño del anterior
- La Virgen y el Niño ofreciendo un libro a san Bernardo, sobre un dibujo de Francesco Vanni
- La Crucifixión, con la Virgen, San Francisco y Santa Teresa, diseño del anterior
- Venus atada a un árbol, y Minerva castigando a Cupido, diseño de Agostino Carracci
- Procne mostrando la cabeza de su hijo Itis a su marido Tereo, diseño del anterior
- Séneca en el baño, diseño del anterior
- La Virgen acariciando al Niño Jesús, diseño de  Rafael
- El entierro de Cristo, diseño del anterior
- La Virgen María, bajo un arco, adornada con flores por ángeles; diseño de Rubens
- Judith decapitando a Holofernes; diseño del anterior
- Los cuatro Padres de la Iglesia; diseño del anterior
- Una mujer desnuda moliendo colores; diseño del anterior
- Otoño e Invierno, dos paisajes; diseño del anterior
- Un banquete con músicos; sin el nombre del pintor